# Fiamma Satta
Fiamma Satta (Roma, 26 agosto 1958) è una giornalista, scrittrice e conduttrice radiofonica italiana.

## Biografia
Fiamma Satta è giornalista professionista. Si è laureata all'università "La Sapienza" in storia moderna. Nel 1993 le è stata diagnosticata  la sclerosi multipla.
Ha firmato e/o condotto numerosi programmi radiofonici, a partire da La strana casa della formica morta (1985) su Rai Radio 2. Nel 1987, grazie all'intuizione di Lidia Motta, storica capostruttura di Rai Radio 2, ha creato con Fabio Visca la coppia radiofonica Fabio e Fiamma, dal 1995 riconfermata da Sergio Valzania. Il sodalizio è terminato nel 2010 dopo varie trasmissioni di successo, soprattutto la popolare posta del cuore in chiave di commedia surreale Fabio e Fiamma e la trave nell'occhio, come farsi i fatti degli altri senza risolvere i propri (1995-2005).
Ha collaborato al Dizionario Biografico degli Italiani dell’Istituto della Enciclopedia Italiana Treccani
Ha co-sceneggiato Ma che colpa abbiamo noi (2003), film di Carlo Verdone nominato al David di Donatello e ai Nastri d’Argento per la miglior sceneggiatura. . 
Dal 2005 al 2016 ha collaborato a Vanity Fair e al suo sito. Dal 2009 firma per La Gazzetta dello Sport la rubrica settimanale e il blog Diversamente Aff-abile.
Con Visca ha pubblicato Fabio e Fiamma e la trave nell’occhio e Il secondo libro di Fabio e Fiamma, editi da Rai Eri. Ha inoltre scritto Rose d’amore (Newton Compton 2007), Diario diversamente affabile (ADD 2012) e il romanzo Io e lei - Confessioni della Sclerosi Multipla (Mondadori 2017) nel quale per la prima volta in letteratura la voce narrante e protagonista della vicenda è una malattia.
Dal novembre 2019 conduce A spasso con te, un suo format inclusivo in onda su Rai 3 all’interno di Geo, il programma pomeridiano presentato da Sveva Sagramola ed Emanuele Biggi. Durante la rubrica personaggi popolari della cultura e dello spettacolo spingono la sua sedia a rotelle in luoghi a loro cari, raccontandoli e raccontandosi in passeggiate dove la disabilità non è osservata con sguardo compassionevole o ammirativo ma nella sua possibile normalità.
Nel 2022 le è stato assegnato il prestigioso premio giornalistico Premiolino per la sua attività sui media a favore di una migliore inclusione sociale.

## Opere letterarie
- Fabio e Fiamma e la trave nell’occhio, Rai Libri 1997 ISBN 9788839709738
- Il secondo libro di Fabio e Fiamma, Rai Libri 2000 ISBN 9788839710956
- Rose d’amore, Newton Compton 2007
- Diario diversamente affabile, ADD Editore 2012
- Io e lei - Confessioni della Sclerosi Multipla, Mondadori 2017

## Programmi radiofonici
- La strana casa della formica morta,  Rai Radio 2, 1985
- Fabio e Fiamma, Rai Radio 2, 1987-2010
- Fabio e Fiamma e la trave nell'occhio, come farsi i fatti degli altri senza risolvere i propri , Rai Radio 2, 1995-2005

## Filmografia
- Ma che colpa abbiamo noi, film di Carlo Verdone (co-sceneggiatrice), 2003